# Stazione di Sant'Antonino-Vaie
La stazione di Sant'Antonino-Vaie è una stazione ferroviaria posta sulla linea del Frejus, a servizio dei comuni di Sant'Antonino di Susa e di Vaie.

## Storia
Il 26 novembre 1920 venne attivato l'esercizio a trazione elettrica a corrente alternata trifase; la stazione venne convertita alla corrente continua il 28 maggio 1961.

## Strutture e impianti
Un ponte ad arco in calcestruzzo scavalca i binari, collegando il paese alla zona industriale e dei servizi ed era denominato "passerella degli operai".

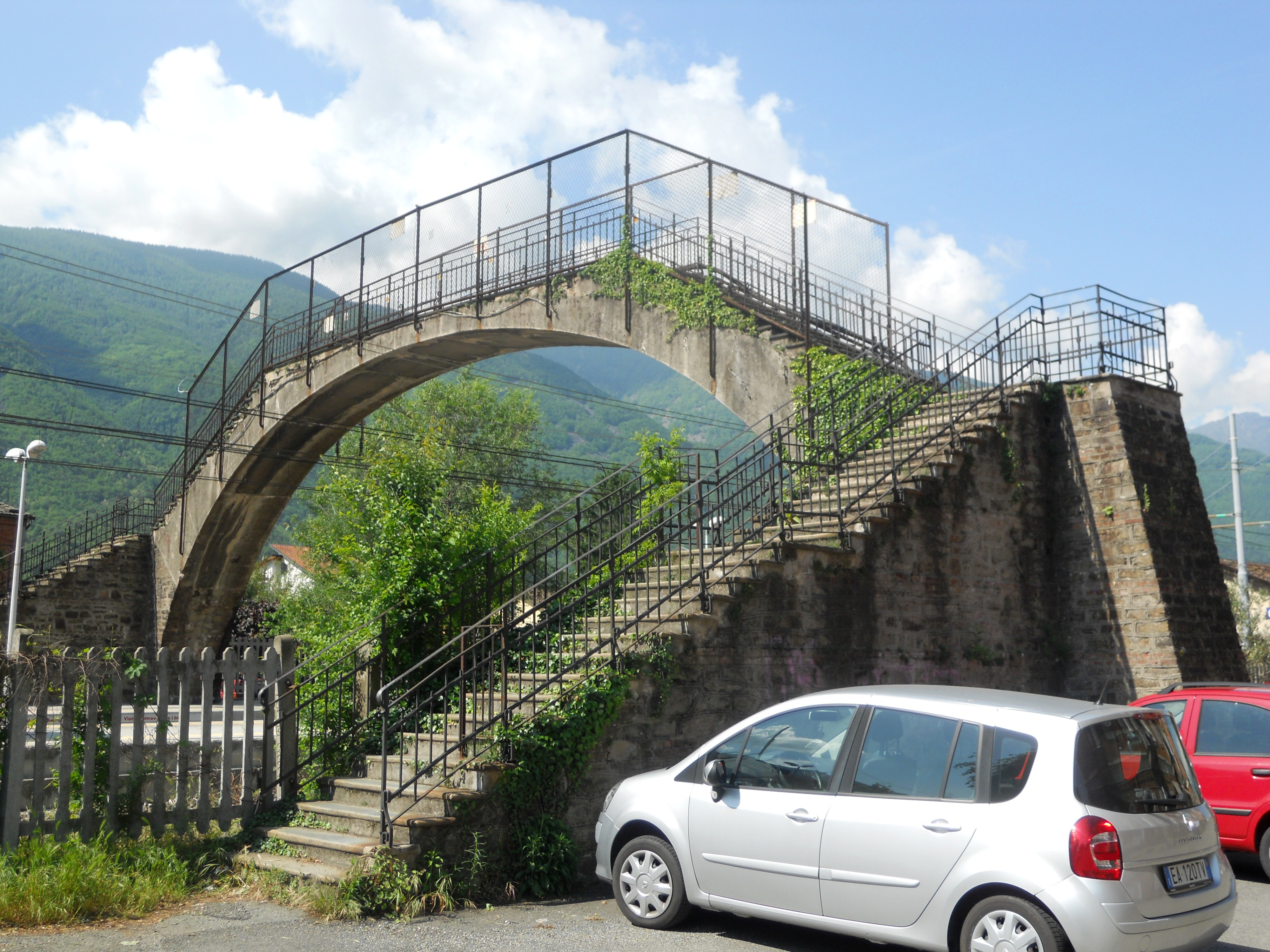
Ponte che scavalca i binari